# Saint-Servais (Belgique)
Pour les articles homonymes, voir Saint-Servais.
Saint-Servais (en wallon  Sint-Serwai) est une section située au nord-ouest de la ville belge de Namur située en Wallonie dans la province de Namur. 
C'était une commune à part entière avant la fusion des communes de 1977.

## Démographie
- Sources:INS, Rem:1831 jusqu'en 1970=recensements, 1976= nombre d'habitants au 31 décembre

## Histoire
Ancien village sur le Houyoux, à la sortie de Namur vers Gembloux, Saint-Servais connait un premier développement industriel au XVIIIe siècle (papeterie, moulins, faïencerie, foulerie, fours à chaux…). Cet essor continue jusqu'à 1940 avec l'implantation d'autres entreprises pourvoyeuses d'emplois (scieries, constructions mécaniques, fonderies et une grande fabrique de produits émaillés (casseroles, pots et autres articles ménagers)). Située Rue de l'Industrie, l'entreprise était surnommée "La Casserole", comme l'usine de Ronet, bien qu'elle ne fabriquât pas les mêmes articles. Toutes ces activités ont disparu. Seules quelques PME ont pris le relais.
C'est à Saint-Servais, le 13 janvier 1961, en pleine grève générale contre la loi unique, que se tint pour la première fois une Assemblée des élus socialistes de Wallonie, mandataires nationaux, provinciaux et communaux, en vue d'adresser une Lettre au roi dans laquelle ils déclarent notamment que le peuple wallon s'interroge sur son destin au sein de la communauté belge […]. Il demande que la Constitution soit révisée de telle façon que nos institutions nationales garantissent les Wallons contre les effets du profond déséquilibre interne dont souffre le pays. Dans leurs résolutions, ils réclamèrent pour la Wallonie le droit de disposer d'elle-même.

## Patrimoine et culture

### Patrimoine architectural
- Eglise Sainte-Croix. Consacrée en 1855, et agrandie par l'architecte Van Gheluwe en 1900[1].
- La chapelle d'Hastimoulin. Construction gothique du deuxième tiers du XIIIe siècle, cité en 1250 comme propriété de l'abbaye d'Aulne, qui fit partie d'en ensemble seigneuriale[2].
- Chapelle Notre-Dame des Fonds. Edifice néo-roman datant de 1911 réalisée par l'architecte E. Dickschen[3].
- Eglise du Sacré-Cœur, située chaussée de Waterloo. Construite en 1934 par l'architecte Albert Ghequière[4].

## Économie
Village rural à l'origine, Saint-Servais a pu compter sur sa situation géographique, notamment la présence du Houyoux et de la ligne de chemin de fer Namur - Ramillies - Tirlemont et la proximité de la gare de triage de Ronet pour voir fleurir un important tissu industriel, qui ne survit toutefois pas à la crise économique des années 1980.

### Les carrières d'Asty Moulin
Elles voient le jour en 1850, profitant de la présence d'affleurements calcaires le long du lit secondaire de la Meuse et de ses affluents et de l'énorme demande qui se fait jour dans une Belgique qui amorce sa première révolution industrielle. Un four à chaux et un concasseur permettent d'offrir une variété de produits finis. L'établissement ferme en 1975. Le béton a supplanté le moellon de pierre naturelle et l'enduit de chaux. La peinture synthétique est préférée au badigeon de chaux (dite "éteinte") pour imperméabiliser les façades. Des pierres plus dures sont disponibles en Calestienne ou dans le nord du Hainaut pour les travaux publics. La carrière comme site industriel a vécu. La nature s'attèle à la reconquête du site qui fait l'objet d'une protection dans le cadre du programme Natura 2000.

### La papeterie Intermills
Cet important site, dominé par une cheminée devant éviter au voisinage les inconvénients des effluves soufrés et chlorés inhérents à cette filière, s'étendait à la sortie du village, sur la route de Gembloux, au delà de la place chapelle. Près de 500 ouvriers s'y affèreront au plus fort de la production, avec près de 50 tonnes de pâte à papier produites quotidiennement.
Intermills fédère six papeteries wallonnes et bruxelloises, mais à la fin des années 1970, le secteur subit la concurrence étrangère et souffre de la vétusté de ses outils de production. Les pouvoirs publics sont massivement entrés au capital mais les pertes sont trop importantes et la fermeture du site Saint-Servaitois survient en 1980. Seules les unités les plus modernes et les mieux situées (comme Malmedy et Rhode-Saint-Genèse) obtiennent un répit.
Depuis la fermeture en 1980, le site a été reconverti par morceaux, avec notamment l'association "Nouveau Saint-Servais", fondée avec les aides au reclassement découlant de la fermeture, le logisticien Lock'O qui fit le pari de reconvertir une grande partie du site en entrepôts "à la demande" (allant du garde-meuble à la fourrière communale), les services des Douanes ou depuis 2015 le Hang'Art, atelier créatif partagé.

### La société nouvelle des produits émaillés et étamés de Saint-Servais
Outre les papeteries, établies en amont du village, un autre important complexe industriel s'étend entre les carrières et les casernes Marie-Henriette. Appelée "La Casserole" par les Namurois , la fabrique d'émaux de Saint-Servais a rythmé pendant près d'un siècle la vie de ce quartier.
En 1860, Eugène Castin-Demeer fonde non loin du moulin Lavigne à Saint-Servais, sur le cours du Houyoux, une fabrique de colle. Celle-ci sera ultérieurement réorientée vers le façonnage de produits émaillés - qui rencontrent un succès considérable à l'époque et dont Gosselies est devenu le fer de lance -  avant d'être cédée en 1881 à des investisseurs et de prendre le nom de « Société nouvelle des produits émaillés et étamés de Saint-Servais ».
La production couvre une grande diversité d'ustensiles en tôle emboutie et émaillée, principalement dans les arts ménagers et les sanitaires - notamment pour le secteur hospitalier. La renommée de l'usine dépasse la Belgique, notamment grâce à une gamme reh
aussée de décors floraux peints à la main.
La production atteint son apogée durant l'entre-deux-guerres. Les bâtiments se sont multipliés et couvrent 1,5 ha de superficie. L'émaillerie nourrit entre 800 et 900 familles. Après la Seconde Guerre mondiale, la tôle émaillée est supplantée par l'aluminium et l'acier inoxydable et l'activité décline. L'usine ferme en 1956.
En 2009, le Collège Communal de la Ville de Namur adopte un schéma directeur visant la revitalisation du quartier. En 2015, le projet est lauréat de l’appel à projet  « Quartiers en Transition » de la Région wallonne et au terme d'une enquête publique, le quartier devient en 2016 aux yeux de l'administration de l'urbanisme un « Site à Réaménager » (SAR). En 2018, la ville - conjointement avec le promoteur Thomas & Piron (qui a fédéré les sept propriétaires du bâti subsistant) - dévoile le projet de reconversion du site tel qu'il est repris dans la demande de permis unique (environnement et urbanisme), prévoyant la construction de 34.000 m² de logements, 2.000 m² affectés aux services et la sauvegarde des deux bâtiments caractéristiques du passé industriel du quartier,. L'assainissement préalable du site devrait s'étaler de 2021 à 2023. À l'été 2021, un festival de street art est organisé avec comme support les centaines de mètres carrés de façade des bâtiments voués à la destruction.

## Personnalités du faubourg
Sont nés à Saint-Servais :
- Marianne Van Hirtum, poétesse et peintre surréaliste.
- Fernand Antoine Joseph Danhaive (1888-19 mars 1935) docteur en histoire, professeur d'histoire à l'athénée royal de Namur, engagé volontaire au fort de Suarlée, prisonnier à Soltau (Basse Saxe), écrivain wallon, fondateur de la revue Le Guetteur Wallon avec François Bovesse, Joseph Calozet et Félix Rousseau. Une rue de Saint-Servais portant le nom de Fernand Danhaive a été inaugurée en 1935.
- Louise-Marie Danhaive, fille de Fernand Danhaive, écrivain et poète wallon.